# Finale (música)
Un finale és el darrer moviment d'una sonata, simfonia o concert; el final d'una peça instrumental de música clàssica que té diversos moviments; o una prolongada seqüència final al final d'un acte d'una òpera o una obra de teatre musical.
El musicòleg Michael Talbot  referint-se als finales típic en sonates va escriure: "El rondó és la forma per l'excel·lència utilitzada pels moviments finals, i ... el seu caràcter típic i les seves propietats estructurals escauen perfectament amb el que es considera desitjable en un finale de sonata de principis del segle xix." Carl Czerny (1791–1857) remarca que "els primers moviments i els finales haurien de mostrar—i en la pràctica de fet ho fan— el seu caràcter contrastat ja en els seus temes d'obertura."
En la música teatral, Christoph Willibald Gluck fou un pioner en la composició de finales extensos, amb caràcters múltiples, per donar suport a "les històries cada cop més naturals i" realistes" en les seves òperes, "que van millorar en continuïtat i validesa teatral" més enllà de les seves primeres obres.